# Argiotoxine
Les argiotoxines désignent une classe de  toxines polyamines isolées des araignées orbitèles (Araneus gemma et du genre Argiope comme Argiope lobata).
Les araignées orbitèles, appartiennent à la famille d'araignées Araneidae. Ce type d'araignée se trouve dans presque toutes les régions du monde.

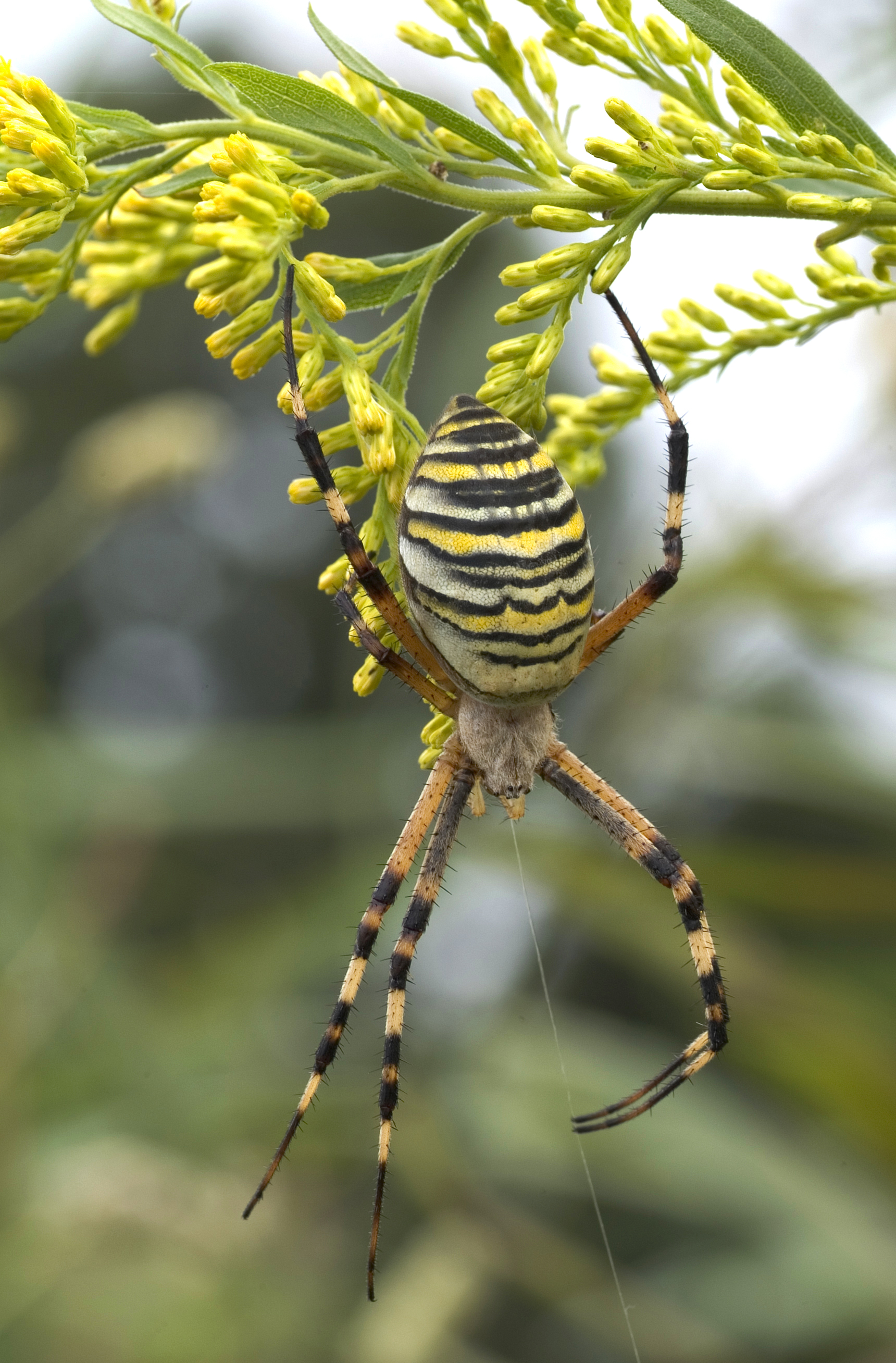
Argiope bruennichi, une espèce produisant cette toxine.

Cette toxine n'est pas dangereuse pour les humains, et est souvent utilisée en médecine :

Structure chimique de l'argiopine (argiotoxine 636)

## Classification
L'argiotoxine peut être classée, selon la classification des venins d'araignées des années 1980, comme une toxine de la famille des acylpolyamines, qui contient plus de 100 structures chimiques différentes de toxines étroitement apparentées. Les acylpolyamines sont des composés neurotoxiques que l'on trouve uniquement dans les glandes à venin des araignées à un niveau picomolaire.
Les argiotoxines sont classées en trois catégories différentes selon la nature de leur chromophore : le type argiopeine, le type argiopinine et le type pseudoargiopinine.
- Argiopine : contient de l'acide 2,4-dihydroxyphénylacétique. Elle est également appelée Arg-636.
- Argiopinines : l'acide (4-hydroxyindol-3-yl) acétique est porté comme chromophore. Ces molécules sont : Arg-630, Arg-658, Arg-659, Arg-744, Arg-759.
- Pseudoargiopinines : elles contiennent un acide (indol-3-yl) acétique. Ce groupe est composé de : Arg-373, Arg-728, Arg-743[6].

## Structure biochimique

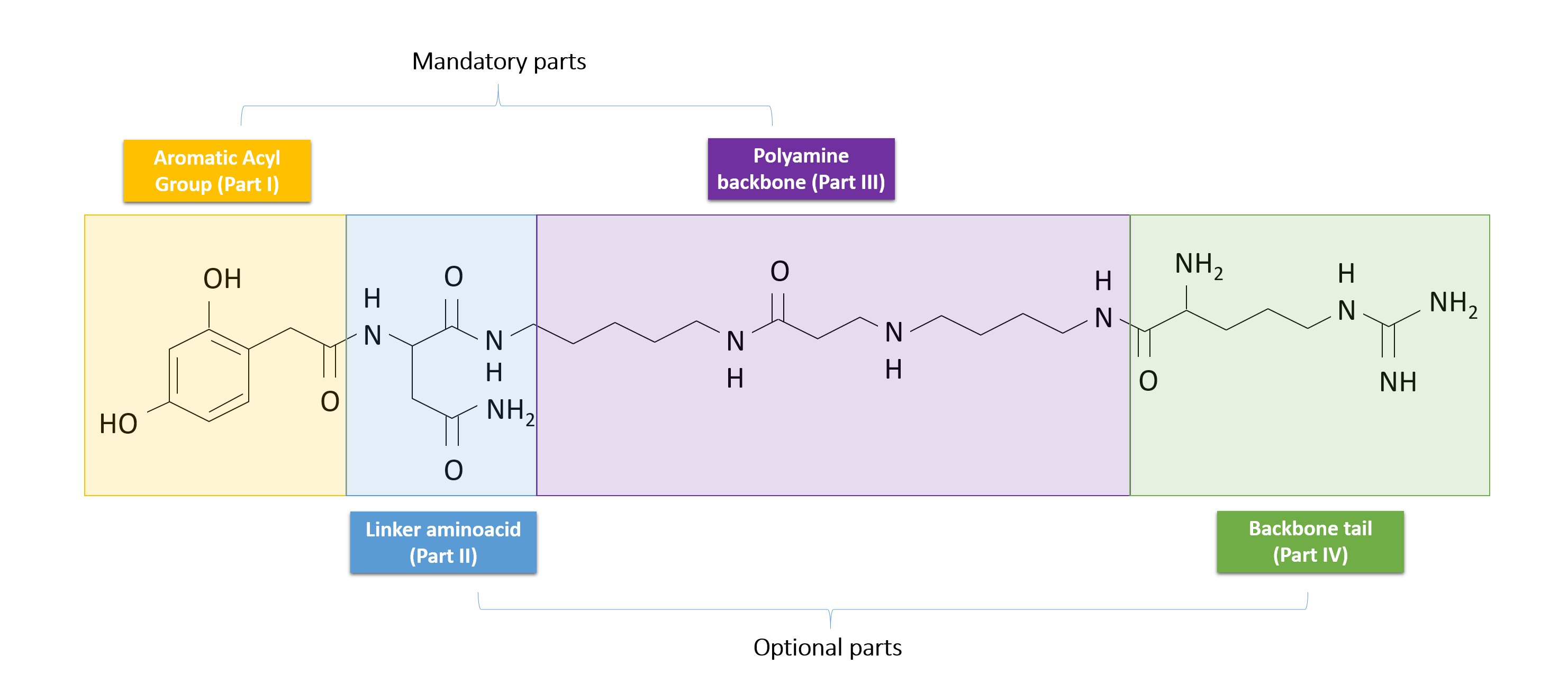
Parties structurales des toxines acylpolyamines des venins d'araignées

Il s'agit d'une neurotoxine de faible poids moléculaire qui possède des groupes polaires hautement fonctionnels : des groupes OH phénoliques libres, des résidus amine et guanidine. Elle possède également de l'arginine (NH2 libre) liée à une polyamine -NH (CH)3 NH (C ~) 3NH (CH) 5-NH- par une liaison peptidique. La polyamine est liée au groupe α-carboxyle de l'asparagine. Le groupe amino de cet acide aminé est lié à l'acide 2,4-dihydroxyphénylacétique.
Sa structure a été établie en utilisant la spectroscopie 1H, 13C-RMN, la spectrométrie de masse, et l'analyse élémentaire des acides aminés.
Une stratégie de synthèse complète de l'argiotoxine et de ses dérivés a été développée afin de réaliser des tests biologiques sur différents êtres vivants.
Un type notable d'argiotoxine, l'Arg-636, dont la formule moléculaire est C29H52N10O6 [3], a un poids moléculaire de 636,78658 g/mol. Elle a une charge formelle de 0. Son nom IUPAC est : (2S) - N- { 5 - [ 3 - ( 3 - [ [ (2S)-2-amino-5-(diaminométhylidèneamino) pentanoyl ] amino ] propylamino ) propylamino ] pentyl } -2- { [ 2 - (2,4-dihydroxyphényl) acétyl ] amino } butanediamide.

## Effets et propriétés
Les effets de l'argiotoxine, lorsqu'elle pénètre dans un organisme par une morsure d'araignée, sont inoffensifs pour les humains, bien que dans certains cas, la morsure des araignées contenant de l'argiotoxine puisse provoquer un léger gonflement et des démangeaisons. L'argiotoxine antagonise les actions du neurotransmetteur glutamate, bloque le fonctionnement des canaux ioniques et affecte la transmission synaptique des proies. Ces toxines, comme toutes les autres toxines de faible poids moléculaire, ont un énorme potentiel pour être utilisées dans les études neurochimiques pour développer de nouveaux médicaments à applications neurothérapeutiques.

## Mécanisme d'action des argiotoxines

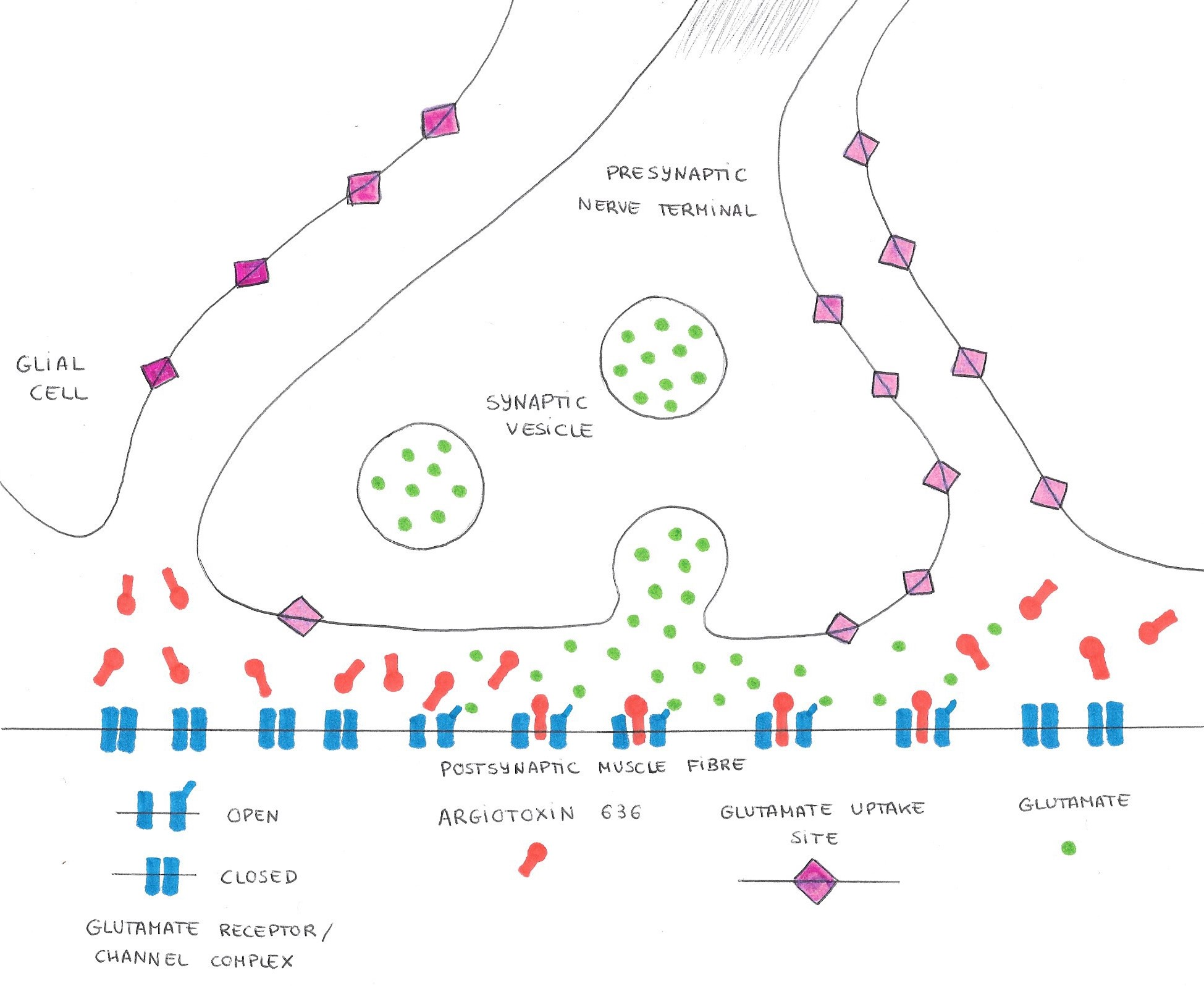
Comportement des argiotoxines à la jonction du nerf et du muscle

Le venin de cette araignée présente divers mécanismes d'action qui affectent les différentes parties de la chaîne de transmission de l'impulsion nerveuse. Comme mentionné précédemment, les argiotoxines sont des toxines polyamine. Ce groupe de biomolécules peut efficacement inhiber certains canaux ioniques dépendant d'un ligand dans le système nerveux central des mammifères et le récepteur glutamique des insectes (il a été caractérisé comme un opposé des canaux récepteurs activés par le glutamate homomériques et hétéromériques). Il a été observé qu'il peut également inhiber les récepteurs suivants : AMPA, NMDA (l'argiotoxine a une plus grande puissance sur les récepteurs NMDA), récepteurs du kaïnate, et récepteurs nicotiniques de l'acétylcholine. On pense que l'inhibition des toxines polyamines est à la fois dépendante de l'usage et de la tension. De plus, elles se lient à l'intérieur du pore des canaux ouverts qu'elles inhibent.
Beaucoup d'attention est portée aux usages pharmacologiques des toxines polyamines. Elles sont très précieuses en raison de leur forte affinité pour les récepteurs ionotropes du glutamate, des cibles importantes pour les médicaments contre les troubles psychiatriques. Cela n'a pas encore été développé, bien que l'on pense que cela pourrait être une grande avancée en neuroprotection et dans le traitement de la maladie d'Alzheimer.
L'argiotoxine pourrait même être utilisée comme outil pour analyser la composition des sous-unités des récepteurs AMPA dans les membranes natives.

### Argiotoxine-636
L'exemple le plus pertinent pour les stratégies mentionnées ci-dessus est l'Argiotoxine-636. Il s'agit d'une toxine polyamine isolée du venin de l'Argiope lobata. Cependant, il y a encore quelques difficultés, car l'ArgTX-636 ne peut pas distinguer les différents sous-types de récepteurs ionotropes du glutamate.
Il a été montré que cette toxine est un bon régulateur de la mélanogenèse sans cytotoxicité. C'est pourquoi l'ArgTX-636 joue un rôle de premier plan dans la recherche de produits cosmétiques contre l'hyper pigmentation.
L'ArgTX-636 peut également agir comme un analgésique en raison de certaines actions périphériques. Grâce à son action comme inhibiteur des canaux activés par le glutamate, elle pourrait agir comme un anti-convulsant.

## Expériences avec les argiotoxines
Les études sur les argiotoxines ont été particulièrement menées pour découvrir la relation entre l'inhibition, les récepteurs et les canaux ioniques. Les chercheurs ont spécifiquement poursuivi le blocage des récepteurs chez les invertébrés plutôt que chez les vertébrés.
En ce qui concerne les invertébrés, Planorbarius corneus est un mollusque impliqué dans l'une des nombreuses expériences ioniques. Pour commencer, les neurones des ganglions pédieux de mollusques ont été isolés et transférés dans une chambre spéciale avec une solution saline et une température régulée. Ensuite, l'observation a été basée sur la technique de "voltage clamp" de routine. Les mesures électriques ont été obtenues à partir de l'évaluation de la réponse des neurones à diverses substances (argiopines).
En plus de cela, l'écrevisse, un crustacé d'eau douce, a suivi un protocole similaire à cette étude. Dans ce cas, l'analyse a été faite sur les muscles de l'estomac en utilisant la technique de patch clamp. Les résultats de la recherche ont été obtenus en tenant compte des salves d'ouvertures des canaux excitateurs.
D'autres expériences utilisent la spectroscopie pour analyser et différencier ces molécules. La HPLC, la spectrométrie de masse, les données UV et l'analyse des acides aminés sont les éléments qui permettent d'identifier diverses argiotoxines en raison de leur spectre. Les toxines de Argiope lobata (Arg 636, Arg 630, Arg 658, Arg 744, Arg 759, Arg 373, Arg 728, Arg 723, ...) montrent une grande similitude dans leurs structures ; les subtiles différences entre elles sont des points chimiques, tels que les groupes N-méthyle, les masses moléculaires ou les résidus de lysine qui sont déterminés à une certaine position dans leur structure.